# Bowls
Il Bowls, conosciuto anche come Lawn bowls, è uno sport di origine inglese, della famiglia delle bocce, giocato con bocce di forma ellissoidale asimmetrica nel quale, come superficie di gioco, si utilizza un prato (naturale o sintetico) ben livellato e non la terra battuta.

## Storia
È uno sport praticato in gran parte del mondo (World Bowls registra come propri iscritti 52 Stati) ed è stato sport paralimpico per sette edizioni consecutive dei Giochi paralimpici a partire da Tel Aviv nel 1968, in occasione dei III Giochi paralimpici estivi, sino ad Atlanta 1996 ai X Giochi paralimpici estivi.
Per quattro edizioni dei Giochi (dal 1984 al 1996) è stato affiancato dallo sport della boccia (da non confondere con lo sport delle bocce) che, diversamente dal Bowls, ha continuato a far parte del programma paralimpico anche per le tre edizioni successive, (dal 2000 al 2008).
Nel settembre 2018 è nata la prima Associazione italiana di Lawn Bowling: "Bowls Italy" con sede in Rapolano Terme (SI), Italia. 
World Bowls Ltd, è la Federazione mondiale del Bowls. Attuale Regional Director for Europe di World Bowls Ltd, è Mr. Garry Collins. 
Il Lawn Bowling è riconosciuto come disciplina sportiva anche dal Comitato Olimpico Nazionale Italiano C.O.N.I..

## Regole di gioco
Bowling green (il campo da gioco).
Il bowling da prato può essere giocato sia sull'erba naturale che su quella artificiale. È però fondamentale che si tratti di un campo ampio, ben livellato, ben curato e rettangolare, costituito da “piste” parallele o anche da un'unica pista. Una pista "rink" per il gioco all'aperto deve essere larga tra 4,3 e 5,8 metri; per il gioco al coperto "indoor" la larghezza minima è invece di 4,6 metri. La lunghezza deve essere compresa tra 31 e 40 metri.
Prima che Edwin Beard Budding di Thrupp, inventasse il tosaerba nel 1830, l'erba dei bowling green spesso veniva fatta "tagliare" da pecore che vi venivano appositamente fatte pascolare.
Il più antico bowling green, sopravvissuto al mondo, è il Southampton Old Bowling Green, che fu usato per la prima volta nel 1299. 
Le piste non sono delimitate da segni laterali ma hanno due appositi marcatori "rink markers" posti ai loro due estremi. In caso di dubbio se una bowl si sia fermata correttamente entro i limiti laterali di essa, vanno traguardati i due marcatori in cima ed in fondo al lato in questione.
In una normale competizione, uno dei due avversari lancia una moneta per decidere chi sarà il vincitore del “mat”. 
il mat è un vero e proprio tappetino in gomma che il giocatore, che ha vinto il turno con la moneta, piazzerà al centro della pista, ad una distanza di sua scelta dal fondo campo. La posizione del tappetino rimarrà invariata per tutto l’”end” che termina quando i giocatori avranno tirato tutte le bowls a loro disposizione. Questo tappetino costituisce la "piattaforma" per il tiro e su di esso deve poggiare il piede del giocatore sin tanto che la bowl non è stata lanciata,
Posizionato il tappetino, sempre lo stesso giocatore che ha vinto il turno, lancia anche il "jack" ("pallino") verso il lato opposto della pista per impostarlo come bersaglio. Quando il jack si ferma, il Giudice, conservando la distanza che ha raggiunto, lo posiziona al centro della pista. A questo punto i giocatori iniziano a lanciare a turno le loro bowls, facendole rotolare verso il jack con lo scopo di avvicinarle a ad esso il più possibile e comunque più vicino rispetto a quelle dell'avversario.
Se il jack non raggiunge la distanza di 23 metri dal tappetino, deve essere nuovamente lanciato. 
Una bowl, essendo asimmetrica, sia nella forma che nel peso (un lato è più convesso e pesante dell'altro), compie un percorso curvilineo e nella sua corsa può anche oltrepassare i limiti della pista ma affinché rimanga in gioco, deve infine fermarsi all'interno di essa. 
Una bowl che finisce nel fossato (appositamente situato in fondo alla pista), viene considerata "morta" e verrà rimossa dal gioco. Se però la bowl, prima di cadere nel fosso ha toccato il jack, allora non sarà considerata "morta" e rimarrà in gioco.
Le bowls che toccano il jack sono chiamate  “touchers” e, per riconoscerle, il Giudice o il Marker le contrassegna, ogni volta, con un gesso bianco (oggi si usa una piccola bomboletta a spruzzo). Queste bowls, come detto, rimangono “vive” nel gioco anche se cadono nel fosso.
Ugualmente, qualora il jack venga sbattuto nel fosso perché colpito da una bowl, viene comunque considerato "vivo" e dal punto del fosso in cui si trova verrà misurata la distanza delle bowls da esso. 
Dopo che ogni giocatore ha tirato tutte le proprie bowls, sarà misurata la loro distanza dal jack. La distanza minima tra la bowl ed il jack assegna un punto al giocatore. Se il giocatore ha più bowls vicino al jack rispetto a quella più prossima dell’avversario (al jack), prende un punto per ognuna di esse. Il punto conseguito viene chiamato “shot”.
Se si sta giocando una partita singola (uno contro uno) ogni giocatore deve tirare quattro bowls. In una partita a tre invece (due contro uno oppure ognuno per proprio conto) o doppia (due contro due) ogni giocatore tirerà tre bowls mentre in una partita a quattro (otto giocatori - quattro contro quattro), ne tirerà due. 
Molti circoli di lawn bowling, per l'accesso al campo di gioco, impongono tuttora, per l'etichetta, un abbigliamento di colore bianco, proprio come d'uso al Southampton Old Bowling Green.

## Galleria d'immagini

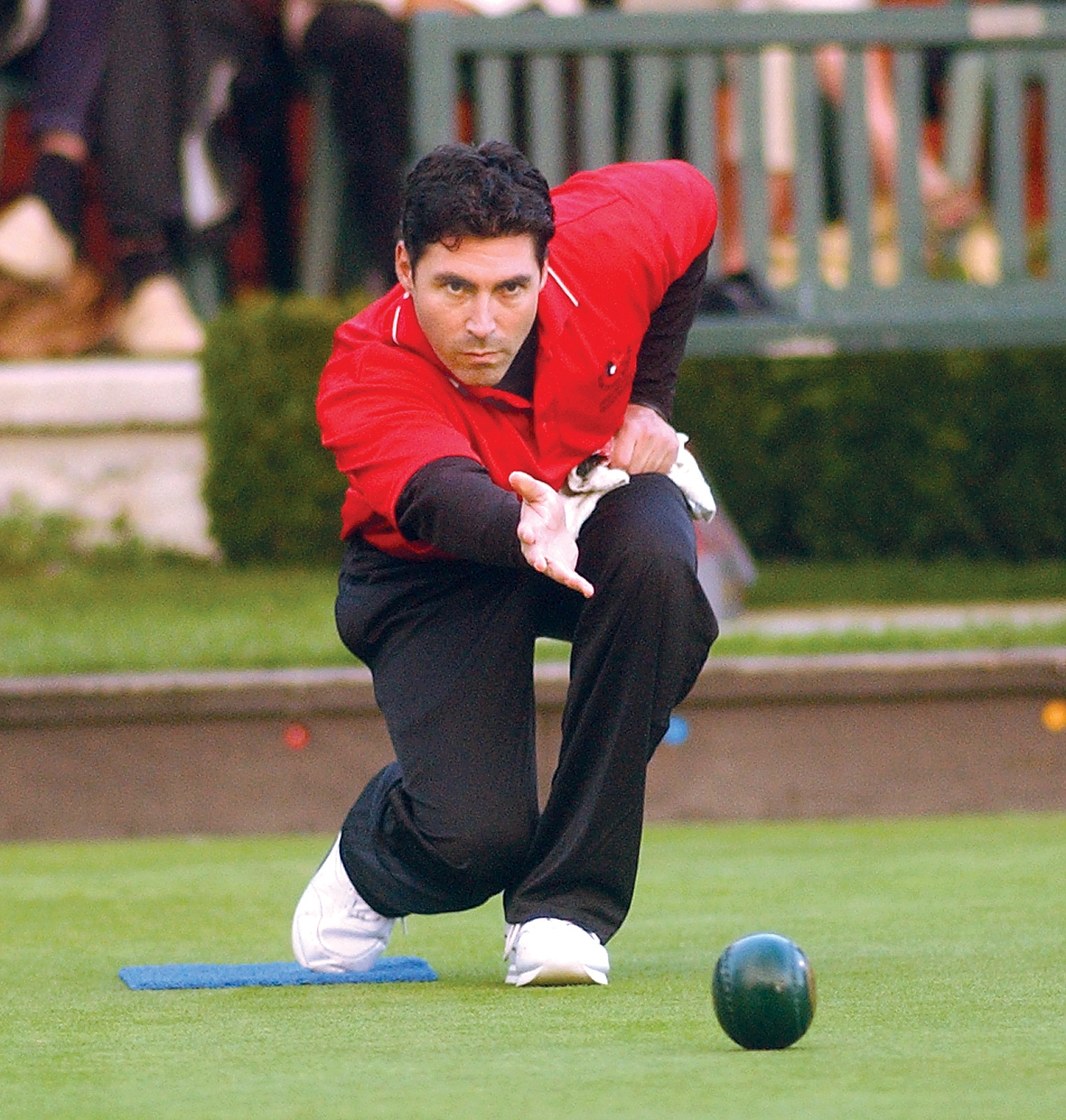
Un giocatore di Bowls effettua un tiro
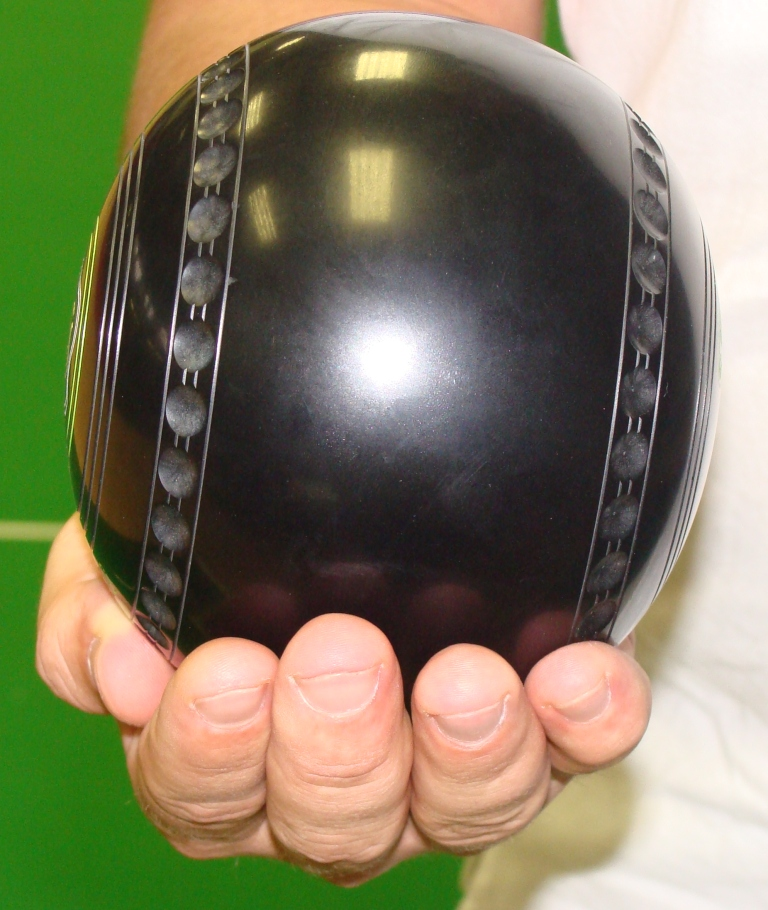
Vista ravvicinata di una bowl.
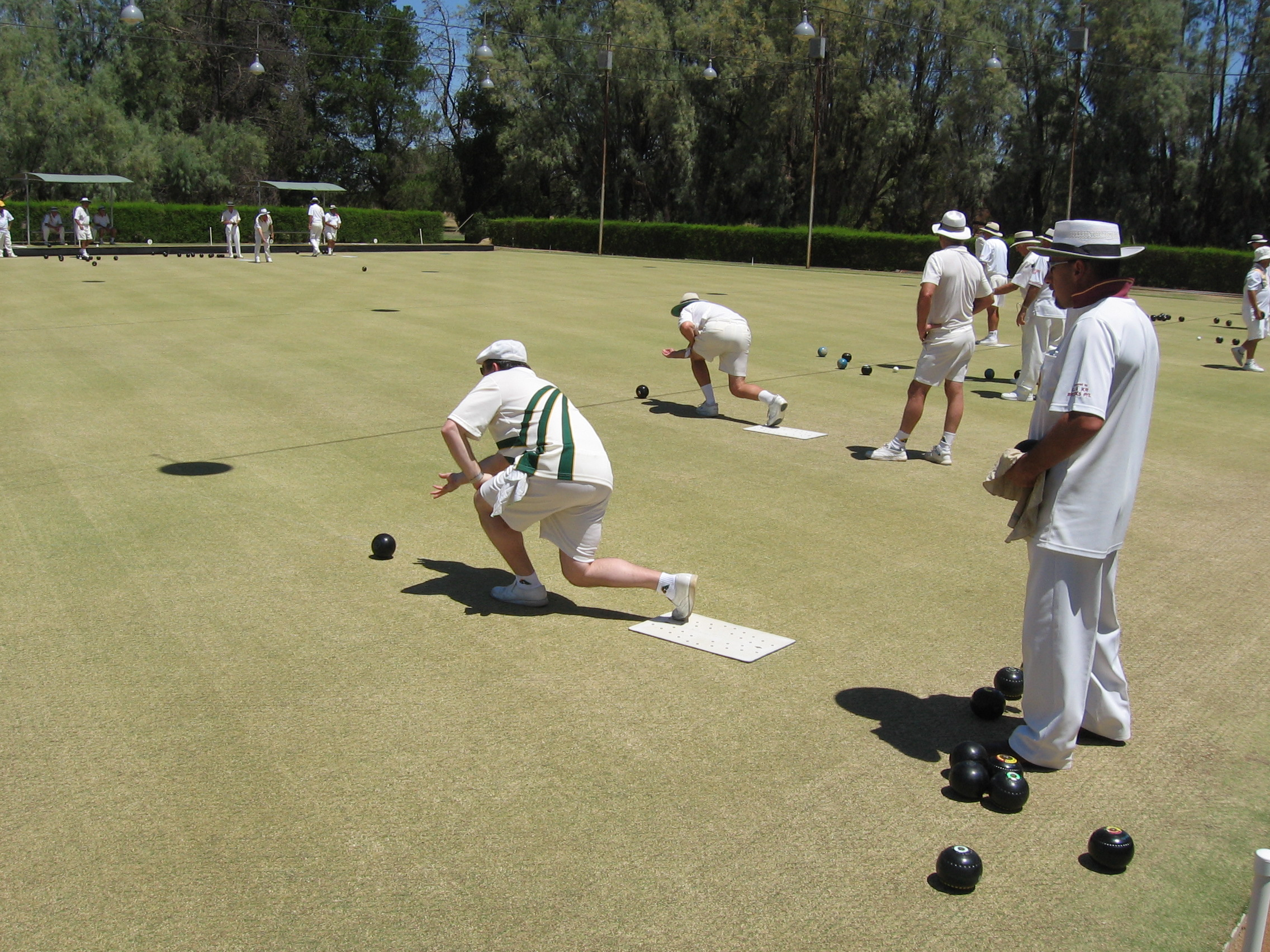
Una fase di gioco: il lancio della bowl su due diverse piste
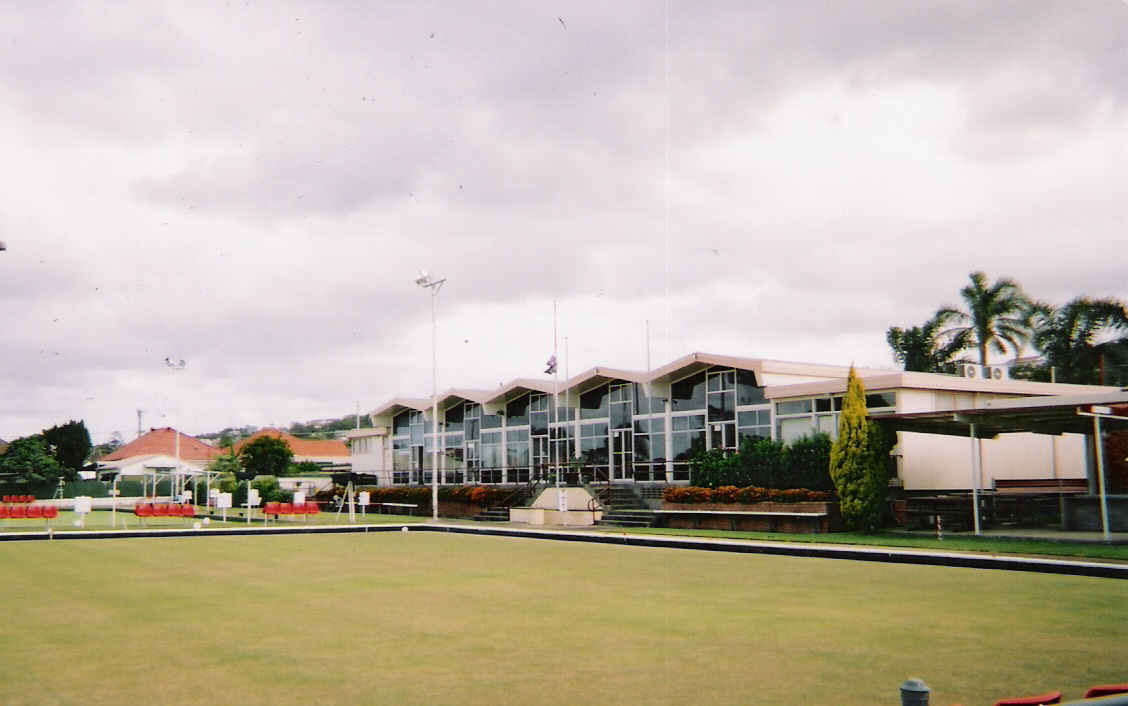
Un Bowling club a Merewether, nel Nuovo Galles del Sud, in Australia
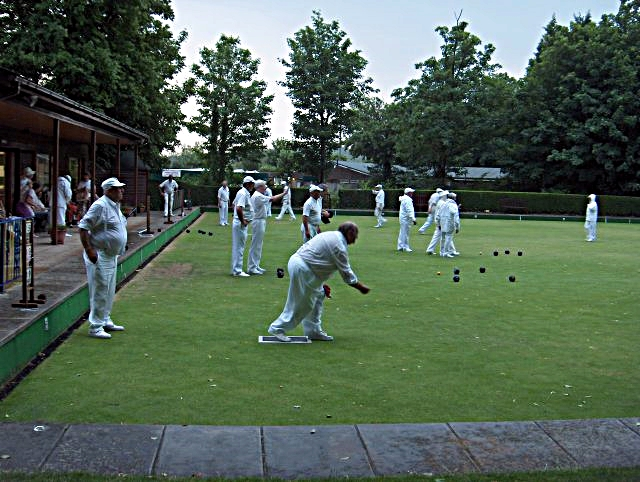
Un giocatore con il piede sul "tappetino" in un bowling green.